# Підуст звичайний
Підуст звичайний (Chondrostoma nasus) — прісноводна риба родини ялецевих, яка поширена в річках Європи. Підуст звичайний занесений до Червоної книги України.

## Розповсюдження
Зустрічається у Європі, крім басейну Балтійського моря, басейнів Білого та Баренцевого морів, а також у річках Апеннінського півострова та на півдні Іспанії. Типово річкова риба, в озерах зустрічається рідко. В Україні утворює самостійний підвид — підуст дніпровський (Chondrostoma nasus nasus natio borysthenicum Berg). Головна відмінність — рот міститься на кінці рила не у вигляді поперечної щілини, крім того, є кілька інших анатомічних відмінностей від типової форми цього виду (Chondrostoma nasus s. str.).

## Будова
Довжина до 40 см, вага до 1,6 кг. Тривалість життя — до 10 років. Тіло видовжене, вкрите дрібною лускою. Лусок у бічній лінії — 52—65. Голова невелика. Рот нижній, невеликий, під хрящовим носом. Нижня щелепа загострена, вкрита роговим чохлом, губа щелепи розвинена слабко. Верхня губа теж розвинена слабко. Глоткові зуби однорядні, зазубрені, кількість зазвичай 6+6 (іноді 7+6 або 6+5). Кишечник у 2—3 рази довший за тіло. Черевна пліва темного кольору. Спина зеленувато-чорна, боки та черево сріблясті. Спинний плавець сірий, інші — більш-менш червоні, хвостовий має чорну окантовку.

## Спосіб життя
Тримається у річках на порівняно швидкій течії. Але уникає порогів та перекатів, так само як і заток з повільною течією. Тримається на глибоких місцях з піщаним, кам'янистим або глинистим дном, уникає мулистих ділянок. Зграйна риба, кількість особин зграї — від кількох десятків до кількох сотень. Плаває біля дна під кутом до нього, збираючи детрит та водорості. Крім того, може живитись ікрою інших риб та безхребетними. Зимує у глибоких ямах. Дуже чутливий до забруднення води.

## Розмноження
Статевої зрілості самці досягають у 3—4 роки, самиці — у 4—5 років. Нерест відбувається рано навесні за температури води 10—12 °С на перекатах, на глибині до 40 см. Плодючість самиці залежить від віку та розміру (9—30 тисяч ікринок), ікра до 2 мм у діаметрі. На нерест збираються у великі зграї, кількість самців значно перевищує кількість самиць. Ікра відкладається одночасно, ввечері або вночі. Ікра приклеюється до піску, каменів та рослинності.

## Значення
Промислового значення не має, є об'єктом лову рибалок-аматорів. М'ясо смачне, але швидко псується.